# كلاكيت
مؤشرة للقطة أو الكلاكيت (بالفرنسية: Claquette)‏ - وتعني «الطَرق» وهي عبارة عن قطعة من الخشب عادة يتصل بأحد أطرافها ذراع خشبي يتحرك بسهولة، وله صوت مسموع عند الدق عليه. ويكتب على هذه اللوحة اسم الفيلم والمخرج والمصور ورقم اللقطة وكرة التصوير.
و يشير تطابق الذراع على اللوحة إلى بداية اللقطة في الصورة.

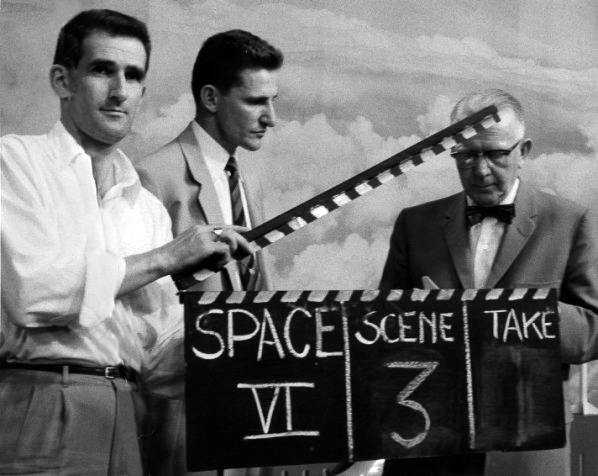
Clapperboard